# 朝鮮民主主義人民共和国の強制収容所
朝鮮民主主義人民共和国の強制収容所とは、朝鮮民主主義人民共和国（北朝鮮）において、政治犯や刑事犯を収容する強制収容所である。

## 概要
基本的に脱北者や体制を批判した政治犯などが収容される。日本の刑務所や韓国の教導所に当たるが、これらの国での犯罪者への処遇とは違い、1日約12時間の非常に過酷な重労働を課せられ、監視員による理不尽な制裁（女性受刑者への性的暴行を含む）を受けることがある。多くの場合は国家保衛省によって秘密裏に拉致・拘禁され、裁判無しか、形式上裁判のみで収容所へ移送される。管理所と教化所では不衛生環境と栄養失調のために収容中に病死するか重労働での事故死が多い。
1960年代までは金日成の権力掌握過程において粛清された南朝鮮労働党派・延安派・ソ連派・甲山派などの分派主義者・宗派主義者・住民の成分分類作業において索出された反動分子の逮捕・収容が多かった。
1970・1980年代までは後継者問題による派閥抗争や、朝鮮人民軍の派閥対立関連の逮捕・収容（金正日の異母弟 金平一への追従を問われて収容されるなど）が多く、粛清対象派閥の所属人物と多少繋がりがあるだけでも収容される場合も少なくなかった。
1990年代以降は苦難の行軍が起因の経済犯罪による収容者が多かった（「国境の豆満江を無断渡航した者」「中国の延辺朝鮮族自治州の親類を頼り、食料や衣類などを仕入れてチャンマダンと呼ばれる闇市で商売した者」「国家財産を横領した者」など）。
2000年代以降は韓国脱北者団体「NK知識人連帯」によると、教化所の全収容者数の1/3以上が韓国映画・ドラマを視聴したために収監されたという。
2020年10月19日にヒューマン・ライツ・ウォッチは、北朝鮮における裁判前の被拘禁者の拷問・虐待・非衛生的状況を詳述した『"動物より価値が低い"：北朝鮮の裁判前拘禁における虐待と適正手続き違反』と題する88ページの報告書を発表した。

## 分類
- 管理所（かんりじょ、朝: 관리소、クヮンリソ）：基本4種類の1つ。政治犯を収容する最も厳しい強制収容所とされている。
- 教化所（きょうかじょ、朝: 교화소、キョファソ）：基本4種類の1つ。北朝鮮の厳しい経済事情を理由に脱北や食料調達などの犯罪を犯した者が収容される[2]。日本の刑務所に該当し、重罪犯（殺人や婦女暴行など）を原則6ヶ月以上収容し、平均収容期間は3ヶ月-2年だが、15年-20年の場合も多い。生活は労働教養所以上に酷く、病死・餓死・斃死が非常に多い[3]。
- 労働教養所：基本4種類の1つ。軽罪犯を収容し、6ヶ月以内に釈放される。
- 集結所：基本4種類の1つ。未決犯を収容する。
- 秘密監獄：脱北に失敗して逮捕された者を収容する。
- 労働鍛錬隊：脱北者や軽犯罪者に強制労働させる。
- 浮浪児収容施設：2003年頃の脱北者の証言によると、コッチェビと呼ばれる浮浪児のみを収容する施設が存在するという。
- 招待所：拉致した人物の監禁や、政治犯を収容して予審を行う施設が存在する。

収容者のレベルが分類されており、最も重い「レベルI」から最も軽い「レベルIII」まで存在するが、最も軽い「レベルIII」でも1日数gの塩しか配給されず、虫や動物などの捕食によりタンパク質を補給しないと生きていけないとされている。捕獲が難しい冬期は地面に埋める死体を餌に獣を誘き寄せて捕食したり、人肉を食す場合もあるという。

## 収容所

### 悲惨な管理所生活
最も厳しい「管理所」は2年-7年程度の有期刑の「革命化区域」と、終身刑の「完全統制区域」に分けられる。国家反逆罪（金一族への反逆行為など）を行った最重罪犯を収容する。稀に完全統制区域から革命化区域へと軽減移送されることがあるが、1日僅かな飼料用トウモロコシと塩水程度の飲食物しか与えられないため、どちらに収容されても無事に出所できる確率は非常に低い。
収容者は態度によってランク分けされ、「小隊長」や「班長」に任命された収容者は役得を得て他の収容者の監視や拷問を行う。食事は少ししか与えられず、餓死する者が多く、ネズミ・蛇・ゴキブリ・豚の餌・牛糞中のトウモロコシ実を食べることもあるという。管理所の1日労働時間は約12時間であり、男女無差で罪状により農場・工場・果樹園・炭鉱・森林伐採・採石などの重労働が課せられる。ノルマの果たせない者はノルマを果たすまで重い労働を徹夜で行わされたり、その場で銃殺されることもある。班がその日の仕事目標を達成できない場合は班全員が集団で罰せられ、飢えと衰弱で目標達成できないと罰として殴打され、食料の割り当てを減らされ、仕事後の会議で他の囚人から厳しく非難されて叩かれ、病気になれば生産しなかったということで食事は与えられない。
安明哲（元警備兵）は「政治犯は人間ではなく犬・豚と思え」と教育されたと語っている。食事時間外の食事や運動時間外の運動などの規則違反の場合は「公開銃殺」「監視員の徒手格闘術の訓練台となる」「木に一日中縛り付ける」「棍棒で百数十回打たれる」といった罰が用意されており、銃殺とならなくても外傷性ショックによって結局は死亡する。収容者は男女問わず監視員の怒りに触れると死に至るまでの暴力・拷問を受け、管理所内部では監視員の気まぐれによる公開処刑も頻繁に行われている。監視員の不祥事は多く、発覚しても大半は処罰されない。収容所職員のための食品を生産する工場があり、配役された収容者は監視員との情交を条件にして酒・煙草・燻製肉・収容所外でも手に入らないような貴重品を受け取る機会を与えられるが、発覚すれば監視員は懲戒免職となり、出身成分（北朝鮮特有の身分差別制度）が低い人々がいる地域に追放され、情交した収容者は拷問後に公開銃殺刑となる。収容所付近には監視員と監視員家族が居住する集落もあり、監視員家族が収容者と顔を合わせることもあり、成人収容者が監視員家族と路上で鉢合わせした際は90度近い角度まで頭を下げ、子供に対して「先生様」と呼んで挨拶することが義務付けられている。若年女性収容者は国家保衛省の監視員から性的虐待を受けることもあるが、発覚した場合は女性収容者は拷問の末に殺されることも多く、監視員も収容者と関係を持ったことを理由に懲戒免職となり、鉱山送致となることがある。妊婦が収容された場合は「反動分子の子孫を絶やす」という理由で強制堕胎か、出産後に新生児を生きたまま窒息死させたり、殴打を繰り返して殺害する。生きたまま犬の餌にされた例もある。
管理所には「表彰結婚」という制度が存在し、国家保衛省が認めた「模範囚」とされる男女を1・2週間同居させ、生まれた子供（申東赫など）は「強制労働の労力」として生きたまま収容する場合がある。生まれた子供は強制労働の労力としか見做されず、収容所内学校では北朝鮮で通常教えられる金正日・金日成の存在も教えられず、足し算・引き算・労働に必要な単語しか教育されない。
10歳の子供は1日30回自分の体重より重い30kgの土入りの袋を持ち上げるように言われ、できないと教師に棒で叩かれ、最初の10回目を過ぎる頃に両脚が震え始め、体が痛み、肩の皮膚が擦り剥け、倒れそうになる。高いセメント壁の上で3人の男性が作業をし、下で15歳の少女3人と少年2人がモルタルの補給作業をしていた時にセメントの壁が崩れ落ち、何トンものモルタルに全員が生き埋めになったが誰も助けようとせず、それ所か警備員たちは「作業を止めるな」と指示。土を掘り200メートル離れた作業場に運ぶよう命令された時に崩れそうな小山があり、監督していた教師たちは子供たちに掘り続けるよう言ったが3日後に小山が突然崩れ、小山の頂上にいた子供6人の内3人が死亡、他の3人が重傷を負ったが教師たちは子供たちの不注意だと責めた。
強制収容所で秩序を乱すとされた者は立つことも横になることもできない独房に入れられ、最低1週間閉じ込められる。「水責め」（ビニール袋を頭から被り長い間水に沈める拷問）、「飛行機」（手足を後ろに縛り顔を地面に向け一日最高5回各30分間吊るされる拷問）、「睡眠剥奪」「爪の下に鋭利な竹片を刺す」「手錠・手首を縛って吊るす」などの拷問が行われている。低い机に縛り付けられ、ヤカンを口に押し込まれて水を飲まされる拷問もあり、少しすると口中は水で溢れて鼻に水が入り始め、鋭い痛みを感じ、息詰りで失神し、目覚めると尋問官が膨れ上がった腹の上に置いた板の上でジャンプして水を吐き出させる。苦しく嘔吐し始め、立ち上がれなく独房に連れ戻され、高熱に苦しめられて意識を失い、その後5ヶ月間吊るし拷問に遭う。
多くの管理所は国家保衛省（秘密警察）の第7局（農場指導局）の管轄にあるが、社会安全省（旧人民保安部、一般警察）の管轄管理所も存在し、収容者は約20万人から30万人といわれる。2004年に第15号管理所の映像がフジテレビにより報道された。
有名元収容者には申東赫・姜哲煥・安赫・金恵淑・オットー・ワームビアなどがおり、証言が確認されている。
- チェ・クヮンホは「朝鮮民主主義人民共和国ではもう暮らしていけない」と言ったために15号管理所に送られ、飢えで作業班から抜け出して野イチゴを取りに行ったため、2001年4月28日に公開処刑にされた[7]。
- ドン・チュルミ（26歳）は宗教を理由に1999年に処刑された[7]。
- 2001年9月にパク・インシク（38歳）は酔って国の経済構造を批判したために15号管理所へ送られ、2003年2月に蜂の巣から蜜を取って食べて捕まり、独房に送られ、食べ物の割り当てを減らされて栄養失調で死亡した[7]。
- カン・グン（北朝鮮出身・韓国籍）は2005年3月4日に中国吉林省から拉致され、咸鏡北道清津市の拘禁施設にて殴打されるなどの拷問を受け、両脚が切断され、2008-2009年の間に管理所へ移送された[7]。
- 海外から強制送還された1人の脱北女性が栄養失調になったために教化所当局は女性を食堂勤務に移したが、残飯を与えて栄養を摂らせようというような配慮からの措置ではなく「食べ物の匂いでも嗅いで生きてみろ」ということであり、女性は間もなく死亡した[11]。

#### 逃走・自殺・疾病
収容所を取り囲む鉄条網を超えて逃走を図った者は発見次第射殺されるが、冬は雪に閉ざされる人里離れた土地柄であり、過酷な処遇による衰弱、極度の心労・精神的苦痛が収容者の脱走を困難にしている。脱走者は捕まった後、2-3ヶ月間の尋問後に処刑される。収容所は人里離れた中山間地域や山に囲まれた河川の上流部に立地し、鉄条網と武装した監視員で広大な土地を取り囲んでいる。アメリカの人工衛星が撮影した北朝鮮全体の画像と、元受刑者・元警備兵の証言により約20ヶ所の強制収容所所在地と名称が確認されたという。アムネスティによると、6ヶ所の政治犯収容所が稼動し、約20万人の政治犯がいるという。現在はおよそ5ヶ所に縮小され、1つは一般刑務所として転用されたという。
北朝鮮には収容者の自殺を防止するための社会的システムがあり、自殺者が発生した場合は当局から「金日成・正日親子に対する反逆責任を免れるために自殺した」と見なされ、連座制により遺族が公開場に引き出されて危害を加えられたり侮辱される。こうすることで収容者の自殺は抑止されるといい、処遇に耐えかねた収容者が自殺することは極めて稀である。政治犯は李氏朝鮮時代と同様に連座制で処分されており、反動分子抑止を理由に親子孫三代が収容か、中山間地域や炭鉱などへの僻地への追放処分となる。
疾病収容者は収容所内病院にて治療可能という建前があるが、実態は国家保衛省所属医師団の判断で「治験」と称する各種の人体実験を受けるか、治療されずに病院と称される隔離バラックに押し込まれて死亡する。死亡後は刑墓に埋葬されずに田畑の深い場所に肥料として埋められたり、近くに掘られた穴に適当に埋められたり、収容所の警備用軍用犬の餌にされたりする。疾病収容者に対して行われる「治験」は、外科手術適応外の患者に対して困難な手術を強行したり、動物実験を済ませていない開発中の新薬を使用して治療を行う事実上の人体実験である。近年では北朝鮮の主輸出品である大麻・ハッシシ・阿片・ヘロイン・覚醒剤などの乱用が人の脳や臓器をいかにして破壊し、廃人にしていくかという薬物乱用の過程を調査したり、細菌やウイルスの研究、生体解剖、放射線・放射性物質が人体に与える悪影響の確認実験が行われているとされる。患者である収容者が死亡した場合は収容者の遺体の各部位から取り出した組織を標本にして様々な研究が継続される。脱北者団体によると医師団は酒や薬物を乱用しながら「治験」を行うといい、生体解剖による虐殺が繰り返されているという。

#### 日本人収容者
2007年6月28日に都希侖（被拉脱北者人権連帯事務総長）は脱北者による証言を発表した。脱北者によると、数名の日本人拉致被害者が北朝鮮の管理所に収容されており、2003年7月に両江道北部地域の管理所を巡視した時に、日本人拉致被害者がいると聞いたという。その日本人は約60歳であり、集団作業していた人々とは異なり、1人で腰を屈めたままボイラーに石炭を焚べる作業をしており、警備兵が近くで監視していたという。また収容所の責任者から日本人拉致被害者が3・4人いるという話を聞いたという。
管理所のいくつかは1959年から行われた祖国帰国事業により日本から北朝鮮へ渡った元在日朝鮮人とその日本人妻も多く収容されている。北朝鮮の工作機関は日本在住の在日朝鮮人に、北朝鮮在住の親族を強制収容所に収容することを仄めかして脅迫し、北朝鮮本国への献金を強要したり、土台人に仕立て上げている。民主主義経験者である元在日朝鮮人の帰国者と日本人妻は、北朝鮮社会のルサンチマン（憎悪）の対象として迫害されており、強制収容所に送られた帰国者は特に過酷な処遇を受けているという。安明哲の証言によると、強制収容所収監の日本人妻が「日本のスパイ・植民地支配者」として警棒で撲殺される現場を目撃したという。

### 悲惨な教化所生活
教化所は管理所とは異なり、再教育が目的である教化所の収容者は仕事後にイデオロギー指導を受け、金一族の演説を暗記し「自己批判」を行うことを強要される。
李順玉は价川女子刑務所に服役経験があり、氷点下を下回る温度の冷水シャワーを浴びるという拷問を受け、他の6人は死亡したという。その後に短期公開裁判にて長期の実刑判決が下された。李は价川強制収容所（第1号教化所）での収容経験を基に『尾のない動物の目:北朝鮮女性受刑者の回想録』を記し、アメリカ連邦議会上院の前で証言した。
2014年10月に北朝鮮は労働収容所の存在を初めて認め、チェ・ミョンナム（北朝鮮外務省所属）は「法律・実務の両方で我々は労働収容所、いや拘置所を通じて改革を行っている。そこでは人々は精神を通じて改善され、不正行為に目を向けている」と語った。
有名元収容者にはパク・ヨンミなどがいる。

#### 外国人専用の教化所
ケネス・ベー（ペ・ジュンホ、韓国系アメリカ人）は2012-2014年の735日間、北朝鮮に抑留された。2013年4月に北朝鮮最高裁によって国家転覆陰謀罪により15年の労働教化刑の判決を受け、5月に米国人として初めて北朝鮮の教化所に収容された。ベーによると、平壌中心部から自動車で20分の農村地帯に外国人専用の教化所があり、職員は30・40名おり、独房は8部屋ある。教化所には監視カメラが3台設置されており、就寝時以外は椅子に座っていなければならなかった。部屋には浴槽がなく、バケツに溜めた水で1日1回身体を洗った。冬の暖房はあったが冷房がなく、夏は窓を開けたが、虫がたくさん部屋に入ってきて悩ませた。着衣は2着支給されたのみであった。電灯はなく、灯りはろうそくだけであった。週に6日間労働を強制され、午前8時から午後6時まで農作業や石炭粉製造の作業に従事させられた。午後8時から午後10時までは朝鮮中央テレビの視聴を強制され、苦痛であったという。夏の食事は米飯と汁でナムルが出たり、菓子や魚も少し出るなど比較的食糧は豊富であったが、冬は食事が少なく、塩辛と汁だけであり、ベーは体重が27kg落ちた。収容所入所3ヶ月後に栄養失調になったために病院に移送された。

## 収容所一覧

### 管理所

#### 国家保衛省第7局管轄
1. （平壌）北倉清津会寧化成价川耀徳 管理所第14号管理所：平安南道价川市皮虎山周辺（北緯39度34分15.91秒 東経126度3分19.68秒 / 北緯39.5710861度 東経126.0554667度、en:Kaechon internment camp）[23]。完全統制区域で収容者5万人以上[7]。衣類は半年に1度、食物は1人1日700g支給[7]。
2. 第16号管理所：咸鏡北道明澗郡（北緯41度16分6.62秒 東経129度23分28.36秒 / 北緯41.2685056度 東経129.3912111度、en:Hwasong concentration camp）[24]。完全統制区域で収容者2万人以上[7]。金日成・正日父子の世襲制を批判した高官や知識人が地位を剥奪されて収容される。1987年頃-1990年代に約1万人の政治犯が吉州郡山奥にある万塔山での大建設工事に動員されたが、被動員者は全員が消息不明となった。万塔山周辺には豊渓里の地下核実験場など秘密軍事施設が存在し、政治犯たちは工事状況に応じて時期毎に動員され、新旧交代時に機密保持のための虐殺が繰り返されたとされる。韓国に亡命した黄長燁によると、北朝鮮は1994年に核兵器を保有したとされる。
3. 第25号管理所：咸鏡北道清津市松坪区域輸城洞（北緯41度50分0.55秒 東経129度43分32.15秒 / 北緯41.8334861度 東経129.7255972度、en:Chongjin concentration camp）[25]。完全統制区域で収容者5千人以上[7]。政治犯本人のみを収容。2016年にアメリカの団体「北朝鮮人権委員会」は25号収容所がほぼ倍の水準に広がったと指摘している[26]。

##### 閉鎖済
1. 第11号管理所：咸鏡北道鏡城郡冠帽里。金日成の別荘建設地とするため、1989年10月に閉鎖[27]。
2. 第12号管理所：咸鏡北道穏城郡蒼坪里（北緯42度12分35.73秒 東経129度45分13.17秒 / 北緯42.2099250度 東経129.7536583度、en:Onsong concentration camp）[28]。1987年に暴動が発生し、収容者5000名が殺害された後、5月に閉鎖[29]。
3. 第13号管理所：咸鏡北道穏城郡豊川里・東浦里。中朝国境に近く、秘密露見の恐れがあることから、1990年12月に閉鎖[27]。
4. 第15号管理所：咸鏡南道耀徳郡大淑里（北緯39度40分33.3秒 東経126度50分57.3秒 / 北緯39.675917度 東経126.849250度、en:Yodok concentration camp）[30]。2014に閉鎖。衛星写真の分析から2001年と比較し、規模が拡大している事実が2011年5月にアムネスティ・インターナショナルにより発表された[31]。唯一の国家保衛省管轄。完全統制区域・革命化区域で収容者5万人以上[7]。衣類は家族地区のみに1年に制服1着、寝具類は家族地区のみ、食物はトウモロコシを大人600g・子供300g、粥を1年1回、米を1年2回支給[7]。5人中2人が栄養失調死で3・4%が事故死[7]。2013年に完全統制区域のみになったという証言あり[32]。第26号管理所と共に極度に劣悪とされている。15号管理所の囚人は何年間も入浴をせず、シャワーも浴びていなく、体は悪臭を放ち、シラミに覆われていてとても痒くなり、長年のうちに垢が厚い層になる[7]。夏期に看守が囚人の悪臭に耐えられなく、川での水浴びを許可するが「果たして翌日生きているかどうかわからない」という理由で大半の囚人が水を浴びなかった[7]。釈放後に厚くなった垢とシラミを取り除くのに数ヶ月掛かるという[7]。
5. 第22号管理所：咸鏡北道会寧市洛生里・行営里・仲峰洞（北緯42度32分12.7秒 東経129度56分6.1秒 / 北緯42.536861度 東経129.935028度、en:Camp 22）[33]。2012年に閉鎖。完全統制区域で収容者5万人以上[7]。1500-2000人が栄養失調死[7]。
6. 第26号管理所：黄海北道勝湖郡（旧平壌直轄市勝湖区域）貨泉洞。第25号管理所と共に極度に劣悪とされている。政治犯本人のみを収容していたが、平壌に隣接し、秘密露見の恐れがあることから1991年1月に閉鎖された[27]。しかし、2020年頃にほぼ同じ場所に第8号教化所が建てられ[34]、実質的な管理所の復活と指摘された[35]が、2022年6月に再び閉鎖され、鍛錬隊（軽犯罪者を収容する刑務所）に改編された。社会安全省特別捜査局（高位幹部や秘密基地に関連する業務に携わる人を捜査対象とする部署）が管理し、通常の労働鍛錬隊に収監して一般の受刑者と接触させることは保安上適切でないと判断された人々を収容する刑務所となったとみられる[36]。
7. 第27号管理所：平安北道天摩郡。1990年11月に閉鎖[27]。

#### 人民保安省管轄
1. 第17号管理所：平安南道北倉郡石山里。社会安全省管轄。
2. 第18号管理所：平安南道北倉郡得長里（北緯39度32分46.19秒 東経126度3分47.6秒 / 北緯39.5461639度 東経126.063222度、en:Pukchang concentration camp）。第17号に隣接し、第14号とは大同江の対岸[37]。社会安全省管轄。完全統制区域・革命化区域で収容者1万人以上[7]。衣類は1年に制服1着、食物は1人1日300-900g支給[7]。
3. 第19号管理所：咸鏡南道端川市大興洞（en:Taehung concentration camp）。アメリカ人権委員会報告では第105号として報告されており、1980年代末に閉鎖されたという証言が掲載されている。
4. 管理所番号不明：黄海北道沙里院市。

#### 部署管轄
1. 第23号管理所：咸鏡南道徳城郡楽園里。
2. 管理所番号不明：咸鏡南道定平郡。
3. 管理所番号不明：慈江道煕川市。
4. 管理所番号不明：慈江道東新郡。
5. 管理所番号不明：平安北道寧辺郡。
6. 管理所番号不明：平安北道龍川郡。第29号の可能性あり。

#### 詳細不明
1. 第5号管理所：咸鏡南道蓋馬平野[38]。
2. 第8号管理所：慈江道[39]。
3. 第24号管理所：慈江道雩時郡[40]。
4. 第149号管理所：両江道[39]。

### 教化所
1. （平壌）1号价川2号東林3号新義州4号江東6号沙里院7号江界8号龍潭11号甑山12号全巨里15号咸興22号五老77号端川88号元山会寧 教化所第1号教化所：平安南道价川市 （北緯39度42分30秒 東経125度55分24秒 / 北緯39.70833度 東経125.92333度、en:Kaechon concentration camp）[41]。
2. 第2号教化所：平安北道東林郡（en:Tongrim concentration camp）。
3. 第3号教化所：平安北道新義州 （北緯40度5分51.7秒 東経124度28分40.7秒 / 北緯40.097694度 東経124.477972度、en:Sinuiju concentration camp）[42]。
4. 第4号教化所：平壌直轄市江東郡 （北緯39度0分0秒 東経126度6分0秒 / 北緯39.00000度 東経126.10000度、en:Kangdong concentration camp）[43]。
5. 第6号教化所：黄海北道沙里院市（en:Sariwon concentration camp）。アリ・ラメダ（ベネズエラの詩人）は1968年から1974年まで沙里院の政治犯収容所に収容されていた[44]が、この第6号教化所がそれに該当するとされる[45]。また申相玉（韓国の映画監督）は1980年から1983年まで裁判を受けることなく第6刑務所に収容されたと証言し、その刑務所が沙里院にあるのではないかと推測している[46]。
6. 第7号教化所：慈江道江界市（en:Kanggye concentration camp）。
7. 第8号教化所：江原道川内郡（en:Ryongdam concentration camp）。
8. 第11号教化所：平安南道甑山郡（en:Chungsan concentration camp）。
9. 第12号教化所：咸鏡北道会寧市豊山里全巨里（en:Chongori concentration camp）。
10. 第15号教化所：咸鏡南道咸興市（en:Hamhung concentration camp）。
11. 第88号教化所：江原道元山市（en:Wonsan concentration camp）。

#### 閉鎖済
1. 第22号教化所：咸鏡南道栄光郡（en:Oro concentration camp）。閉鎖。
2. 第26号教化所：黄海北道勝湖郡（en:Sunghori concentration camp）。閉鎖。
3. 第77号教化所：咸鏡南道端川市（北緯40度54分53.2秒 東経128度48分33秒 / 北緯40.914778度 東経128.80917度、en:Tanchon concentration camp）[47]。閉鎖。政治犯を収容。

### 他収容所
1. 南新義州収容所：平安北道新義州（北緯40度4分37.2秒 東経124度26分24秒 / 北緯40.077000度 東経124.44000度）[48]。
2. 会寧再教育収容所：咸鏡北道会寧市（en:Hoeryong reeducation camp）。第22号管理所とは異なる。

## 文献
元収容者・元警備兵による著書
- 安明哲『図説 北朝鮮強制収容所』双葉社、1997年11月。ISBN 4-575-28782-2。
- 安明哲『北朝鮮 絶望収容所 完全統制区域の阿鼻地獄』ベストセラーズ〈ワニ文庫〉、2000年2月（原著1997年）。ISBN 4-585-05322-0。
- 安明哲 著、池田菊敏 訳『北朝鮮絶望収容所』ベストセラーズ〈ワニ文庫〉、2000年5月。ISBN 4-584-39113-0。
- 李英和『朝鮮総連と収容所共和国』小学館〈小学館文庫〉、1999年9月。ISBN 4-09-403431-5。
- 李順玉『北朝鮮 泣いている女たち 价川女子刑務所の2000日』ベストセラーズ〈ワニ文庫〉、2000年7月（原著1997年）。ISBN 978-4584391150。
- 姜哲煥 安赫『北朝鮮脱出 上』文藝春秋〈文春文庫〉、1997年11月。ISBN 4-16-710914-X。
- 姜哲煥 安赫『北朝鮮脱出 下』文藝春秋〈文春文庫〉、1997年11月。ISBN 4-16-710915-8。
- 康明道『北朝鮮の最高機密』文藝春秋、1995年10月。ISBN 4-16-350840-6。
- 崔銀姫、申相玉『闇からの谺　北朝鮮の内幕（上）』文藝春秋〈文春文庫〉、1989年。ISBN 4-16-716202-4。
- 崔銀姫、申相玉『闇からの谺　北朝鮮の内幕（下）』文藝春秋〈文春文庫〉、1989年。ISBN 4-16-716203-2。

関連書籍
- 北朝鮮人権アメリカ委員会 デビッド・ホーク 著、小川晴久 依藤朝子 訳『北朝鮮 隠された強制収容所』草思社、2004年。ISBN 4-7942-1340-9。
- 月刊朝鮮 黄民基『北朝鮮 その衝撃の実像』講談社、1994年。ISBN 4-06-207335-8。
- 牧野愛博『金正恩と金与正』文藝春秋〈文春新書〉、2021年6月。ISBN 978-4-16-661317-5。
- 尹大日 著、萩原遼 訳『北朝鮮・国家安全保衛部』文藝春秋、2003年。ISBN 4-16-359620-8。
- 尹大日 著、高田一太 訳『「北」の公安警察』講談社、2003年。ISBN 4-06-212095-X。

オンライン文書
- “ASA 24/002/1979 Democratic People’s Republic of Korea: Ali Lameda: A personal account of of the experience of a Prisoner of Conscience in the Democratic People’s Republic of Korea” (英語). Amnesty International (1979年). 2022年9月27日閲覧。
- “North Korea's Long-term Prison-Labor Facility Kyo-hwa-so No. 8, Sŭngho-ri (승호리) - Update”. The Committee for Human Rights in North Korea （北朝鮮人権委員会） (2021年). 2022年9月27日閲覧。